# Abteilung für Rheinische Landesgeschichte des Instituts für Geschichtswissenschaft der Universität Bonn
Die Abteilung für Rheinische Landesgeschichte des Instituts für Geschichtswissenschaft der Universität Bonn entstand 2005. Sie hat aber eine lange Tradition, da sie aus dem Institut für geschichtliche Landeskunde der Rheinlande (IgL) hervorging. Diese interdisziplinäre Einrichtung zur Erforschung „der Rheinlande“  der Rheinischen Friedrich-Wilhelms-Universität Bonn erforschte auch u. a. die Volkskunde, ein Forschungsgebiet, das mittlerweile der Bonner Germanistik angegliedert ist.

## Geschichte

### 1920–1945
Das Institut für geschichtliche Landeskunde an der Universität Bonn wurde, initiiert vom Historiker Hermann Aubin, 1920 gegründet. Idee und Ziel war es, durch die enge Zusammenarbeit historischer Wissenschaft mit der Sprachwissenschaft eine umfassende wissenschaftliche Erforschung des Rheinlandes und seiner Bevölkerung zu ermöglichen. Zentrale Absichten des Institutes waren, die landesgeschichtliche Forschung mit der allgemeinen deutschen Geschichte und der Gegenwart zu verbinden. Wissenschaftsgeschichtlich gesehen entstammt das Institut aus der Tradition der Kultur- und Volksgeschichtsforschung des 19. Jahrhunderts, wie unter anderen auch das Leipziger Seminar für Landesgeschichte und Siedlungskunde.
Gleichzeitig sollten die Forschungsergebnisse einem breiten Publikum zugänglich gemacht werden. Zu diesem Zweck wurde vom Institut 1925 der Verein für geschichtliche Landeskunde der Rheinlande gegründet, der schnell zu einem der mitgliederstärksten landesgeschichtlichen Vereine Deutschlands anwuchs. Das Institut war eng mit der Bonner Universität verbunden, seine Lehrstühle waren zugleich Lehrstühle an der Universität, es konnte sich aber immer große Freiräume bewahren.
Durch die Auseinandersetzung um das besetzte Ruhrgebiet in den 1920ern und um das Saarland (besonders in den 1930ern) fand das Institut zahlreiche Förderer und politische Unterstützung: Die Arbeit des Instituts sollte identitätsbildend wirken und einen Zusammenhalt der Rheinländer fördern. Nachdem Hermann Aubin das Institut etabliert hatte, verließ er 1926 Bonn; Franz Steinbach leitete das Institut die nächsten 35 Jahre.
Forschungsschwerpunkte bildeten nach 1935 die Fragen des „Grenz- und Auslandsdeutschtums“. Es wurde versucht, den rheinischen Raum in seiner Gänze zu erfassen, ohne die damaligen Landesgrenzen überzubewerten. Das führte zu engen wissenschaftlichen Beziehungen zu den Benelux-Staaten und zu einem ausgesprochen regen Zeitschriftentausch mit anderen herausgebenden Einrichtungen, die bis heute weitergeführt werden. Der Versuch, deutsche Kultur grenzüberschreitend zu erforschen, wurde von den Nationalsozialisten als Belegsuche für deutsche Ansprüche im Westen (Westforschung) begrüßt und gefördert. Das Institut und ihm nahestehende Historiker profitierten davon. Trotz starker Kriegseinwirkung in Bonn überstand das IgL den Zweiten Weltkrieg vergleichsweise gut. Die Bibliothek konnte gerettet werden und enthält heute eine der umfangreichsten Sammlungen zum Rheinland (mit seltenen Büchern und etlichen niederländischen und belgischen (laufenden) Zeitschriften).

### 1945–2005
Nach dem Zweiten Weltkrieg wurde das Institut enger an die Universität gebunden. Seit 1979 hieß es Institut für geschichtliche Landeskunde der Universität Bonn. Außerdem zog es 1969 aus dem Gebäude in der Poppelsdorfer Allee in das Gebäude Am Hofgarten 22 um. Die Forschungsschwerpunkte lagen nun auf der geschichtlichen Landeskunde. Auch in den folgenden Jahrzehnten war das IgL Ausgangspunkt für zahlreiche Innovationen (Geschichtlicher Atlas der Rheinlande und andere) und ein Zentrum für die Erforschung der rheinischen, vor allem der Bonner und der Kölner Geschichte. Es bildete den organisatorischen Rahmen für den Verein für geschichtliche Landeskunde und dessen jährliche Institutstagung. Außerdem erschienen weiterhin die „Rheinischen Vierteljahrsblätter“ (RhVjbll) und die Reihe „Rheinisches Archiv“.
Seit 1930 bildeten sich bereits einzelne Abteilungen und Fachrichtungen aus dem Institut und in dessen Umfeld heraus, die zunehmend eigenständig wurden, so beispielsweise die Fächer Volkskunde und Sprachwissenschaft. Daneben wurde eine enge Zusammenarbeit mit der Verfassungs-, Sozial- und Wirtschaftsgeschichte, der Historischen Geographie und der Städteforschung gepflegt sowie Kultur- und Kirchengeschichte betrieben. Der Schwerpunkt bei letzterem war und ist – dem Trend der Landesgeschichte im Allgemeinen folgend – das Mittelalter.

### Auflösung und Nachfolge
Im Zuge der Neuordnung der Philosophischen Fakultät der Universität Bonn 2005/2006 wurde das Institut als solches offiziell aufgelöst. Die einzelnen Abteilungen blieben zwar häuslich weiterhin unter einem Dach, gehören aber nun zu unterschiedlichen Fachbereichen und deren neugeformte Mantelinstitute: Die Arbeitsstelle Rheinische Sprachforschung und die Volkskunde sind nun Abteilungen des Instituts für Germanistik, vergleichende Literatur- und Kulturwissenschaft (Kulturanthropologie). Die geschichtliche Landeskunde der Rheinlande wurde als Abteilung für Rheinische Landesgeschichte in das neugestaltete Institut für Geschichtswissenschaft eingefügt. Die „Rheinischen Vierteljahrsblätter“ und das „Rheinische Archiv“ werden weiterhin bzw. nun von dieser Abteilung für Rheinische Landesgeschichte herausgegeben. Zum Wintersemester 2016/17 erfolgte die Zusammenlegung der Abteilung für Rheinische Landesgeschichte mit der Abteilung für Geschichte der Frühen Neuzeit. Dem Lehrstuhl assoziiert ist zudem das Zentrum für Historische Friedensforschung, welches eine umfangreiche Sammlung von Druckwerken und Reproduktionen von Archivalien zur frühneuzeitlichen Friedensgeschichte beherbergt.

## Direktoren des Instituts
- Hermann Aubin (1920–1925)
- Franz Steinbach (1928–1961)
- Franz Petri (1961–1968)
- Edith Ennen (1968–1974)
- Georg Droege (1975–1991)
- Wilhelm Janssen (1992–1998)
- Manfred Groten (1999–2005, bis 2014 Abteilungsleiter)
- Michael Rohrschneider (ab 2016)